# Vieux, Tarn
Vieux är en kommun i departementet Tarn i regionen Occitanien i södra Frankrike. Kommunen ligger i kantonen Castelnau-de-Montmiral som tillhör arrondissementet Albi. År 2022 hade Vieux 230 invånare.

## Befolkningsutveckling
Antalet invånare i kommunen Vieux
| Referens: INSEE |